# Fine!!
『Fine!!』（ファイン）は、TBSラジオで2015年3月31日早朝（30日深夜）から2020年9月26日早朝（25日深夜）まで放送されていた音楽ワイド番組である。

## 概要
当番組の開始に際し、これまでの火曜 - 土曜の3時台に放送の『ミュージックナビ〜昨日と今日との交差点〜』と火曜 - 金曜の4時台に放送の『ラジオ・パープル』並びに土曜の4時台に放送の『東京ポッド許可局』の放送枠を統合し、2時間の早朝のラジオ番組枠となる。
TBSラジオで火曜 - 土曜の3時台から4時台に亘っての2時間のラジオ番組枠となるのは、1998年10月改編で『いすゞ歌うヘッドライト〜コックピットのあなたへ〜』の放送時間が2時間から1時間に短縮する形で、3時台と4時台に番組枠が分割されて以来16年半ぶりとなる。また同時間帯が生放送となるのは『歌うヘッドライト』が終了して以来13年半ぶりとなる。
これまでの録音形式から生放送に変更することについて、TBSラジオ&コミュニケーションズ（現・TBSラジオ）の入江清彦社長（当時）は「災害等緊急事態への対応と、（いわゆる）朝型リスナーを意識した」と説明している。
この番組は、この時間帯に「“動いている”様々な人」に向けて、「ニュース・天気予報・朝刊の早刷り」や「生活情報」に加え、リスナーから寄せられるメッセージと放送時間帯に合わせた音楽も送る生ワイド番組。
また、3時台における前身番組である『ミュージックナビ』に内包していたアーティストコーナーを引き継ぎ、3時台に放送される。
しかし2020年3月31日、これまでの生放送から方向転換し、録音放送へ切り替わった。3月31日以降の放送ではコーナーがリニューアルされた。同日から過去の朝刊紙面（放送日と同日）を紹介する新コーナー『あの日の朝刊』とヒット曲を紹介する『あの日のヒット曲』、リスナー思い出の一曲を紹介する『Song of Memorys』（どちらも各曜日放送）が、4月1日から『徹の部屋』（水曜・4時台）がスタートした。
2020年8月25日、放送内で2020年9月第四週で番組を終了することが伝えられ、同年9月26日早朝（25日深夜）に最終回を迎えた。同当番組終了後の同年9月28日からは『CITY CHILL CLUB』の放送が開始された。

## 放送時間
- 火曜 - 土曜 3:00 - 5:00（月曜 - 金曜深夜）

## パーソナリティ
編成上は深夜番組としてタイムテーブルの一番下に記載されているが、この番組は『歌うヘッドライト』からの慣例で放送開始の3時以降を翌日のプログラムとしており、「月曜から金曜の深夜」ではなく「火曜から土曜の早朝」としている。そのため本項でもそれに従って記述する。
- 小森谷徹（火・水曜／2017年4月4日 - 2020年9月23日[8]）
- 池田めぐみ（木・金・土曜／2015年4月2日 - 2020年9月26日[1]）

### 過去のパーソナリティ
- 海保知里（火・水曜／2015年3月31日 - 2017年3月29日[9]）

## アーティストコーナー

### 番組終了時
いずれも3時台（タイムテーブルでは3時32分頃）に放送される。
- 各曜・『あの日の朝刊』（2020年3月31日 - 最終回まで）3時20分頃
- 各曜・『あの日のヒット曲』（2020年3月31日 - 最終回まで）
- 火曜・『須澤紀信のキシン伝心』（2018年4月3日 - 最終回まで）
- 水曜・『BEYOOOOONDSのOの数は5つです』（2020年4月1日 - 最終回まで）
- 木曜・『はやぶさの探査機radio!』（2019年4月3日 - 最終回まで）
- 金曜・『開運演歌女子 羽山みずきの朝カラ♪』（2017年4月7日 - 最終回まで）パートナー：向井政生（TBSアナウンサー）[10]
- 土曜・『恩田快人 ETERNAL MUSIC[11]』（2017年4月8日 - 最終回まで）[12]

### 過去
- 各曜
  - 『ニュースNow』（2015年3月31日 - 2020年3月28日）
- 火曜
  - 『ぬくもりの里～あさみこ音泉～』（2015年3月31日 - 2016年3月29日）出演：あさみちゆき[13]・竹川美子
  - 『出光仁美のきんしゃい！ひとみ荘』（2016年4月5日 - 2018年3月27日）
- 水曜
  - 『LoVendoЯのLV-Я』（2015年4月1日 - 2018年3月28日）
  - 『まことの酸いも甘いも』（2018年4月4日 - 2019年3月27日）アシスタント：Bitter & Sweet
  - 『まこと・こぶしファクトリーのラジオパンチ!』（2019年4月3日 - 2020年3月25日）
- 木曜・『岩佐美咲のわびさびラジオ[14]』（2015年4月2日 - 2019年3月28日）
- 金曜・『アイドルカレッジのカラオケ・カレッジ』（2015年4月3日 - 2017年3月31日）出演：アイドルカレッジ・向井政生（TBSアナウンサー）[15]
- 土曜・『SEX MACHINEGUNSのラジオメタル』（2015年4月4日 - 2017年4月1日）

## fine!!アラカルト

### 番組終了時
いずれも4時台（タイムテーブルでは4時11分頃）に放送される
- 各曜・『Song of Memorys』（2020年3月31日 - ）4時41分頃
- 火曜・『小森谷徹のこもツボ』
- 水曜・『徹の部屋』（2020年4月1日 - ）
- 木曜・『めぐみの日本全国 旅し隊』
- 金曜・『ドクターMのミュージックサプリ』（2020年4月3日 - ）
- 土曜・『fine!!ゲスト』

### 過去
- 水曜・『fine!!ゲスト』（2015年4月2日 - 2020年3月25日）

## ネット局
| 放送対象地域  | 放送局                        | 放送時間                                              | 脚注                        |
| ------------- | ----------------------------- | ----------------------------------------------------- | --------------------------- |
| 関東広域圏    | TBSラジオ                     | 火曜 - 土曜 3:00 - 5:00 （月曜 - 金曜 27:00 - 29:00） | 制作局                      |
| 北海道        | 北海道放送（HBC）             | 火曜 - 土曜 3:00 - 5:00 （月曜 - 金曜 27:00 - 29:00） |                             |
| 青森県        | 青森放送（RAB）               | 火曜 - 土曜 3:00 - 5:00 （月曜 - 金曜 27:00 - 29:00） |                             |
| 岩手県        | IBC岩手放送（IBC）            | 火曜 - 土曜 3:00 - 5:00 （月曜 - 金曜 27:00 - 29:00） |                             |
| 秋田県        | 秋田放送（ABS）               | 火曜 - 土曜 3:00 - 5:00 （月曜 - 金曜 27:00 - 29:00） |                             |
| 山形県        | 山形放送（YBC）               | 火曜 - 土曜 3:00 - 5:00 （月曜 - 金曜 27:00 - 29:00） |                             |
| 福島県        | ラジオ福島（rfc）             | 火曜 - 土曜 3:00 - 5:00 （月曜 - 金曜 27:00 - 29:00） |                             |
| 長野県        | 信越放送（SBC）               | 火曜 - 土曜 3:00 - 5:00 （月曜 - 金曜 27:00 - 29:00） | [ 16 ]                      |
| 山梨県        | 山梨放送（YBS）               | 火曜 - 土曜 3:00 - 5:00 （月曜 - 金曜 27:00 - 29:00） |                             |
| 石川県        | 北陸放送（MRO）               | 火曜 - 土曜 3:00 - 5:00 （月曜 - 金曜 27:00 - 29:00） |                             |
| 中京広域圏    | CBCラジオ                     | 火曜 - 土曜 3:00 - 5:00 （月曜 - 金曜 27:00 - 29:00） |                             |
| 和歌山県      | 和歌山放送（wbs）             | 火曜 - 土曜 3:00 - 5:00 （月曜 - 金曜 27:00 - 29:00） |                             |
| 岡山県        | RSK山陽放送（RSK）            | 火曜 - 土曜 3:00 - 5:00 （月曜 - 金曜 27:00 - 29:00） |                             |
| 島根県 鳥取県 | 山陰放送（BSS）               | 火曜 - 土曜 3:00 - 5:00 （月曜 - 金曜 27:00 - 29:00） |                             |
| 山口県        | 山口放送（KRY）               | 火曜 - 土曜 3:00 - 5:00 （月曜 - 金曜 27:00 - 29:00） |                             |
| 徳島県        | 四国放送（JRT）               | 火曜 - 土曜 3:00 - 5:00 （月曜 - 金曜 27:00 - 29:00） |                             |
| 福岡県        | RKB毎日放送（RKB）            | 火曜 - 土曜 3:00 - 5:00 （月曜 - 金曜 27:00 - 29:00） |                             |
| 長崎県 佐賀県 | 長崎放送（NBC） NBCラジオ佐賀 | 火曜 - 土曜 3:00 - 5:00 （月曜 - 金曜 27:00 - 29:00） |                             |
| 熊本県        | 熊本放送（RKK）               | 火曜 - 土曜 3:00 - 5:00 （月曜 - 金曜 27:00 - 29:00） | [ 18 ] [ 19 ]               |
| 大分県        | 大分放送（OBS）               | 火曜 - 土曜 3:00 - 5:00 （月曜 - 金曜 27:00 - 29:00） |                             |
| 宮崎県        | 宮崎放送（MRT）               | 火曜 - 土曜 3:00 - 5:00 （月曜 - 金曜 27:00 - 29:00） |                             |
| 鹿児島県      | 南日本放送（MBC）             | 火曜 - 土曜 3:00 - 5:00 （月曜 - 金曜 27:00 - 29:00） |                             |
| 沖縄県        | 琉球放送（RBC）               | 火曜 - 土曜 3:00 - 5:00 （月曜 - 金曜 27:00 - 29:00） |                             |
| 静岡県        | 静岡放送（SBS）               | 火曜 - 土曜 4:00 - 5:00 （月曜 - 金曜 28:00 - 29:00） | [ 20 ]                      |
| 福井県        | 福井放送（FBC）               | 火曜 - 土曜 4:00 - 5:00 （月曜 - 金曜 28:00 - 29:00） | [ 20 ] [ 21 ]               |
| 香川県        | 西日本放送（RNC）             | 火曜 - 土曜 4:00 - 5:00 （月曜 - 金曜 28:00 - 29:00） | [ 22 ] [ 23 ]               |
| 愛媛県        | 南海放送（RNB）               | 火曜 - 土曜 4:00 - 5:00 （月曜 - 金曜 28:00 - 29:00） | [ 23 ] [ 24 ] [ 25 ] [ 26 ] |

- 2014年秋改編より『ラジオ・パープル』をネットしていた毎日放送は、当番組はネットしない[27]。

### 最終回以前のネット終了局
| 放送対象地域 | 放送局          | 放送時間                                              | 脚注                                 |
| ------------ | --------------- | ----------------------------------------------------- | ------------------------------------ |
| 新潟県       | 新潟放送（BSN） | 火曜 - 土曜 3:00 - 5:00 （月曜 - 金曜 27:00 - 29:00） | 放送開始 - 2020年3月28日（27日深夜） |